# Epiprora hilaris
Epiprora hilaris är en insektsart som beskrevs av Gerstaecker 1889. Epiprora hilaris ingår i släktet Epiprora och familjen Romaleidae. Inga underarter finns listade i Catalogue of Life.